# Пољијанаска (Милано)
Пољијанаска је насеље у Италији у округу Милано, региону Ломбардија.
Према процени из 2011. у насељу је живело 93 становника. Насеље се налази на надморској висини од 163 м.